# Ангвила на Светском првенству у атлетици на отвореном 2022.
Ангвила је на 18. Светском првенству у атлетици на отвореном 2022. одржаном у Јуџину  од 15. до 25. јула учествовала осамнаести пут, односно учествовала је на свим првенствима до данас. Репрезентацију Ангвиле представљао је 1 атлетичар који се такмичио у трци на 400 метара.,.
На овом првенству такмичар Ангвила није освојио ниједну медаљу али је остварио најбољи резултат у 2022. години до почетка СП.

## Учесници
Мушкарци:
- Ејден Хазард — Трка на 400 метара

## Резултати

### Мушкарци
| Атлетичар    | Дисциплина | Лични рекорд | Квалификације | Квалификације | Полуфинале           | Полуфинале           | Финале               | Финале  | Детаљи |
| Атлетичар    | Дисциплина | Лични рекорд | Резултат      | Место         | Резултат             | Место                | Резултат             | Место   | Детаљи |
| ------------ | ---------- | ------------ | ------------- | ------------- | -------------------- | -------------------- | -------------------- | ------- | ------ |
| Ејден Хазард | 400 м      | 48,42        | 51,44 ЛРС     | 7. у гр. 6    | Није се квалификовао | Није се квалификовао | Није се квалификовао | 40 / 41 |        |